# Рагадан (палац)

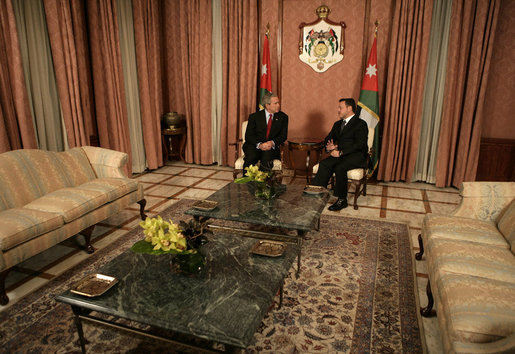
Король Йорданії Абдалла II і президент США Джордж Буш у палаці Рагадан (2006)

Палац Рагадан (араб. قصر رغدان, трансліт. Qaṣr Raġadān) — королівський палац, розташований у комплексі королівського подвір'я Аль-Маквар в Аммані, Йорданія. Побудований у 1926 році об'єкт став резиденцією короля Абдулли I, який згодом наказав побудувати ще кілька палаців в околицях. Палац побудований у традиційному ісламському стилі з кольоровими скляними вікнами за зразком мечеті Аль-Акса в Єрусалимі.
Палац Рагадан використовується для проведення зустрічей з візитними главами держав та інших урочистих заходів, включаючи вручення та прийняття дипломатичних грамот нових послів, а також для відповідей на тронну промову після офіційного відкриття парламенту. У 2006 році, наприклад, президент Джордж Буш зустрічався там з королем Абдаллою II.
Будівництво палацу в 1926 році коштувало 1600 фунтів. Його відреставрували наприкінці 1980-х років після пожежі 1983 року. Нинішній монарх не проживає у власності.
Палац охороняє парадний загін черкеської гвардії, яка також патрулює Басманний палац.
Зображення палацу з'являється на 50-динарових банкнотах йорданського динара.